# Usvitsa
Usvitsa (ryska: Усвица) är ett vattendrag i Belarus.   Det ligger i voblasten Vitsebsks voblast, i den norra delen av landet, 190 km norr om huvudstaden Minsk.
Omgivningarna runt Usvitsa är en mosaik av jordbruksmark och naturlig växtlighet. Runt Usvitsa är det glesbefolkat, med 16 invånare per kvadratkilometer.